# 拉傑夫·拉姆
拉傑夫·拉姆（英語：Rajeev Ram，1984年3月18日—）是一位美國職業網球運動員。
拉姆奪得1座ATP男單冠軍與7座ATP男雙冠軍。他曾参加2016年夏季奥林匹克运动会，获得混合双打银牌。与乔·索尔兹伯里搭档获得2022年美国网球公开赛男子双打冠军。

## 外部連結
- 拉傑夫·拉姆（英文/西班牙文）的官方資料
- 拉傑夫·拉姆的國際網球總會 職業／青少年 官方資料（英文）
- 拉傑夫·拉姆的官方資料（英文）
- 拉傑夫·拉姆的Facebook專頁
- 拉傑夫·拉姆的X（前Twitter）